# San Pedro de Ycuamandiyú
San Pedro de Ycuamandiyú (Guaraní Ykuamandyju) ist eine Stadt im geografischen Zentrum von Paraguay, ihre  geographischen Koordinaten sind 24°5′31″ Süd und 57°4′36″ West.
Einige Kilometer südlich der Stadt fließt der Río Jejuí Guazú, der etwa 25 km westlich in den Río Paraguay mündet. Durch die Stadt führt die paraguayische Fernstraße Ruta 11, die vom westlich am Río Paraguay gelegenen Antequera bis nach Capitán Bado an der Grenze zu Brasilien im Nordosten verläuft.
San Pedro ist die Hauptstadt des gleichnamigen Departamentos San Pedro und Hauptort des gleichnamigen Distrikts (Municipio) als unterster Verwaltungsebene.
Die Stadt hat starken Zuzug aus dem verarmten Umland und etwa 10.000 Einwohner (Berechnung 2017). Der Distrikt (Municipio) hat 35.021 Einwohner.
Gegründet wurde die Stadt im Jahr 1786 von José Ferreira und Pedro Gracia.
Seit 1978 ist San Pedro Sitz des römisch-katholischen Bistums San Pedro.
San Pedro ist eines der Zentren der Campesino-Bewegung, die dort vom emeritierten katholischen Bischof Fernando Lugo – dem früheren Staatspräsidenten – unterstützt wurde.